# Pizza
Pizza er et fladt rundt brød dækket af olivenolie, tomatsauce og flere ingredienser af forskellig type. Den kan købes på et pizzeria, en restaurant, eller den kan være hjemmelavet. Pizzaer fås også dybfrosne i supermarkeder, kiosker m.m.
Der har tidligere hersket en opfattelse af, at pizza stammer fra Italien, men pizzaens oprindelse kan ikke fastslås med sikkerhed. Ordet pizza er både i familie med det græske pitta og det tyrkiske pide, som fortæller, at begrebet har dækket over en oldgammel middelhavsudgave af fladbrød.
Ordet pizzeria optages først i en italiensk ordbog i 1918. Til gengæld menes Napoli at være stedet, hvor den første pizza margherita blev lavet og navngivet efter dronningen af Savojen, der valgte tomater, mozzarella og basilikum som sin favorit.
Pizzaen laves som udgangspunkt ved at forme pizzadejen, lægge fyldet på, og bage den ved høj temperatur i en pizzaovn, der kan nå temperaturer på omkring 360 grader. De fleste bages som fladbrød, medens andre foldes sammen omkring fyldet. Verden over er der mange traditioner for pizzabagning og fyld.
I Danmark har standardpizzaen en middeltyk bund og et forholdsvist tykt lag fyld. Den sydeuropæiske pizza har oftest en tyndere bund og et forholdsvist tyndt lag udsøgt topping.
Fra USA kommer en speciel udgave af pizzaen, kaldet deep pan-pizza eller Chicago-style pizza, der bliver lavet og bagt i en form, som giver en høj kant i stil med en tærte. I Detroit har man en type kaldet Detroit-style pizza, som er firkantet.
På samme måde har andre lande verden over forskellige traditioner for pizzabagning og fyld.

## Toppings
En pizza er som regel rund og kan have forskellige slags toppings af bl.a.
| - Ost - Gorgonzola - Provolone - Kødsauce - Rucola - Ansjoser - Skinke | - Parmaskinke - Bacon - Shawarma - Kebab - Oksekød - Champignon - Ananas - Kartoffel | - Chili - Hvidløg - Oksefilet - Paprika - Spaghetti - Pepperoni | - Jalapeños - Salat - Tomatskiver - Oliven - Pølse - Tun - Peberfrugt - Pesto |

Ved kombination fås de mest almindelige pizzaer på menukortene. Der findes alternative toppinger som fx kartoffel eller æg, og visse steder serveres pizza med speciel dressing som cremefraiche-dressing. Pizza serveres oftest som fastfood.

## Typer
Blandt kendte pizza-variationer er margherita, capricciosa, marinara, pugliese, quattri stagioni og hawaiipizza.